# Berlinale 2023
La Berlinale 2023, 73e édition du festival international du film de Berlin (73. Internationale Filmfestspiele Berlin), se déroule du 16 au 26 février 2023.

## Déroulement et faits marquants
Le 22 novembre 2022, il est annoncé que Steven Spielberg recevra un Ours d'or d'honneur pour l'ensemble de sa carrière.
Le 9 décembre 2022, il est annoncé que c'est l'actrice américaine Kristen Stewart qui présidera le jury de la compétition officielle pour l'Ours d'or. Elle devient alors, à l’âge de 32 ans, la plus jeune présidente du jury de la Berlinale.
Le 30 janvier 2023, le Festival annonce que la directrice de la photographie et réalisatrice française Caroline Champetier sera honorée du prix Berlinale Kamera pour sa contribution particulière au cinéma.
Le 25 février 2023, le palmarès est dévoilé : l'Ours d'or est remis au film documentaire Sur l'Adamant de Nicolas Philibert,.

## Jurys

### Jury international

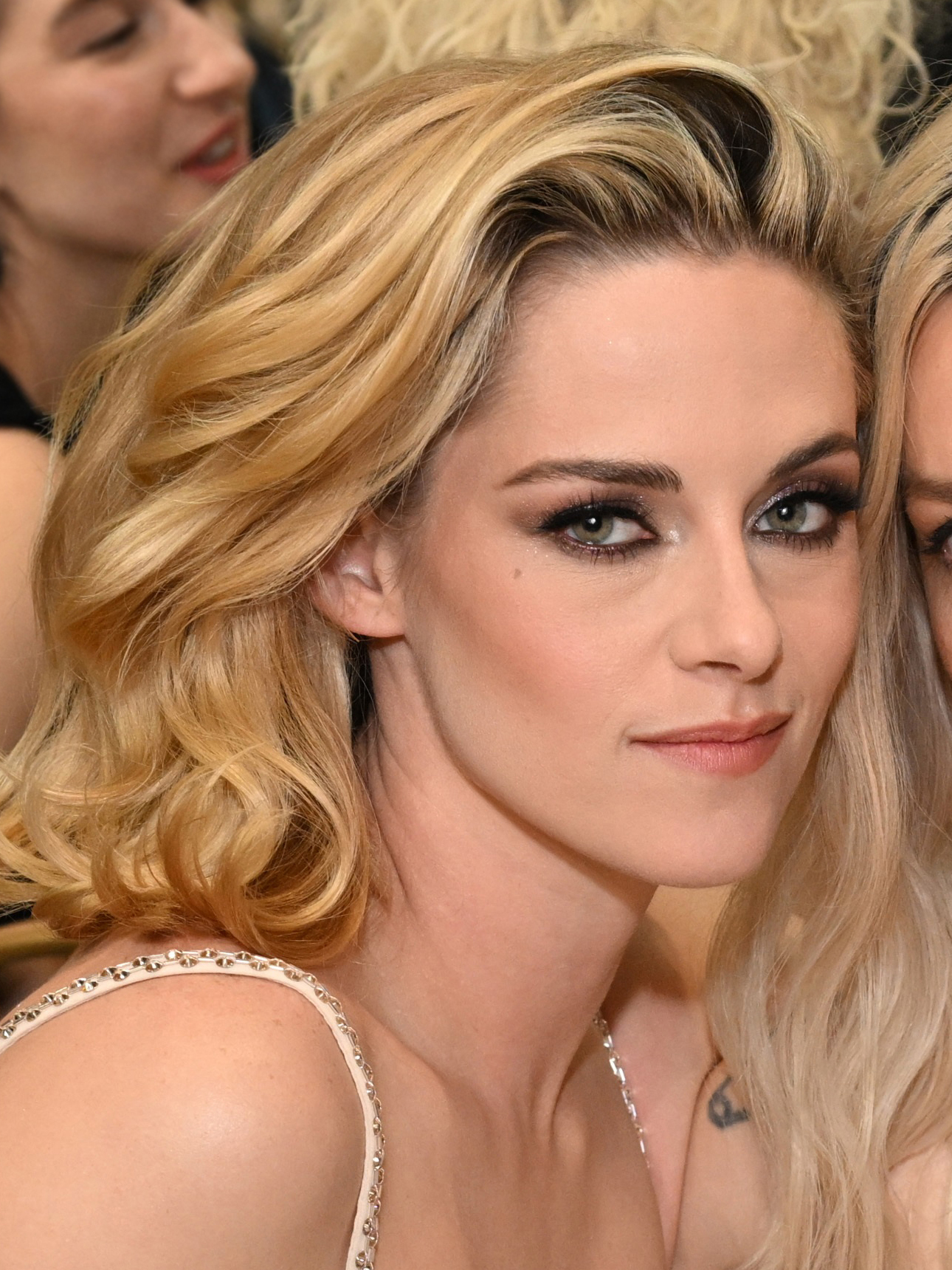
Kristen Stewart, présidente du jury international 2023.

- Kristen Stewart (présidente du jury), actrice ( États-Unis)
- Golshifteh Farahani, actrice  France/ Iran
- Valeska Grisebach, réalisatrice  Allemagne
- Radu Jude, réalisateur  Roumanie
- Francine Maisler, productrice et directrice de casting  États-Unis
- Carla Simón, réalisatrice  Espagne
- Johnnie To, réalisateur et producteur,  Hong Kong

### Berlinale Series Award
- André Holland, acteur  États-Unis
- Danna Stern, productrice  Israël
- Mette Heeno, scénariste  Danemark

## Sélections

### Compétition
| Titre du film (titre original)           | Réalisation                  | Pays          | Acteurs et actrices / Notes                                                             |
| ---------------------------------------- | ---------------------------- | ------------- | --------------------------------------------------------------------------------------- |
| 20.000 especies de abejas                | Estibaliz Urresola Solaguren | Espagne       | Sofía Otero, Patricia López Arnaiz, Ane Gabarain, Itziar Lazkano, Sara Cózar            |
| Art College 1994 (Yìshù xuéyuàn)         | Liu Jian                     | Chine         | (Film d’animation)                                                                      |
| The Shadowless Tower (Bái tǎ zhī guāng)  | Zhang Lu                     | Chine         | Xin Baiqing, Huang Yao, Tian Zhuangzhuang, Nan Ji, Wang Hongwei                         |
| Bis ans Ende der Nacht                   | Christoph Hochhäusler        | Allemagne     | Timocin Ziegler, Thea Ehre, Michael Sideris                                             |
| BlackBerry                               | Matt Johnson                 | Canada        | Jay Baruchel, Glenn Howerton, Matt Johnson, Cary Elwes, Saul Rubinek                    |
| Disco Boy                                | Giacomo Abbruzzese           | Italie        | Franz Rogowski, Morr Ndiaye, Laëtitia Ky, Leon Lučev                                    |
| Le Grand Chariot                         | Philippe Garrel              | France Suisse | Louis Garrel, Damien Mongin, Esther Garrel, Lena Garrel, Francine Bergé                 |
| Ingeborg Bachmann – Reise in die Wüste   | Margarethe von Trotta        | Allemagne     | Vicky Krieps, Ronald Zehrfeld, Tobias Resch, Basil Eidenbenz, Luna Wedler               |
| Irgendwann werden wir uns alles erzählen | Emily Atef                   | Allemagne     | Marlene Burow, Felix Kramer, Cedric Eich                                                |
| Limbo                                    | Ivan Sen                     | Australie     | Simon Baker, Rob Collins, Natasha Wanganeen, Nicholas Hope, Mark Coe                    |
| Mal Viver                                | João Canijo                  | Portugal      | Anabela Moreira, Rita Blanco, Madalena Almeida, Cleia Almeida, Vera Barreto             |
| Manodrome                                | John Trengove                | États-Unis    | Jesse Eisenberg, Adrien Brody, Odessa Young, Sallieu Sesay, Phil Ettinger, Ethan Suplee |
| Music                                    | Angela Schanelec             | Allemagne     | Aliocha Schneider, Agathe Bonitzer, Marisha Triantafyllidou, Agyris Xafis               |
| Past Lives                               | Celine Song                  | États-Unis    | Greta Lee, Teo Yoo, John Magaro                                                         |
| Le Ciel rouge (Roter Himmel)             | Christian Petzold            | Allemagne     | Thomas Schubert, Paula Beer, Langston Uibel, Enno Trebs, Matthias Brandt                |
| Sur l'Adamant                            | Nicolas Philibert            | France        | (Film documentaire)                                                                     |
| The Survival of Kindness                 | Rolf de Heer                 | Australie     | Mwajemi Hussein, Deepthi Sharma, Darsan Sharma                                          |
| Suzume (Suzume no tojimari)              | Makoto Shinkai               | Japon         | (Film d'animation)                                                                      |
| Tótem                                    | Lila Avilés                  | Mexique       | Naíma Sentíes, Monserrat Marañon, Marisol Gasé, Saori Gurza, Teresita Sánchez           |

### Hors compétition

#### Berlinale Special Gala
| Titre du film (titre de référence) | Réalisation    | Pays       | Acteurs et actrices / Notes                                                               |
| ---------------------------------- | -------------- | ---------- | ----------------------------------------------------------------------------------------- |
| She Came to Me (film d'ouverture)  | Rebecca Miller | États-Unis | Anne Hathaway, Tahar Rahim, Peter Dinklage, Joanna Kulig, Marisa Tomei, Matthew Broderick |

#### Berlinale Special
| Titre du film (titre de référence) | Réalisation           | Pays       | Acteurs et actrices / Notes                                                         |
| ---------------------------------- | --------------------- | ---------- | ----------------------------------------------------------------------------------- |
| #Manhole                           | Kazuyoshi Kumakiri    | Japon      | Kento Nagayama, Yuto Nakajima, Nao                                                  |
| Infinity Pool                      | Brandon Cronenberg    | Canada     | Alexander Skarsgård, Mia Goth, Cleopatra Coleman, Jalil Lespert, Thomas Kretschmann |
| Loriots große Trickfilmrevue       | Loriot et Peter Geyer | Allemagne  | (Film documentaire)                                                                 |
| Seneca                             | Robert Schwentke      | Allemagne  | John Malkovich, Geraldine Chaplin, Tom Xander, Mary-Louise Parker, Julian Sands     |
| Tár                                | Todd Field            | États-Unis | Cate Blanchett, Nina Hoss, Noémie Merlant, Mark Strong, Julian Glover               |
| Untitled Boris Becker Documentary  | Alex Gibney           | États-Unis | (Film documentaire)                                                                 |
| Der vermessene Mensch              | Lars Kraume           | Allemagne  | Leonard Scheicher, Girley Jazama (de), Peter Simonischek                            |

#### Encounters
| Titre du film (titre de référence)             | Réalisation                       | Pays                                 | Acteurs et actrices / Notes |
| ---------------------------------------------- | --------------------------------- | ------------------------------------ | --------------------------- |
| The Klezmer Project                            | Leandro Koch, Paloma Schahmann    | Argentine Autriche                   |                             |
| The Adults                                     | Dustin Guy Defa                   | États-Unis                           |                             |
| The Echo (El eco)                              | Tatiana Huezo                     | Salvador                             | (Film documentaire)         |
| Here                                           | Bas Devos                         | Belgique                             |                             |
| In the Blind Spot (Im toten Winkel)            | Ayşe Polat                        | Allemagne                            |                             |
| Cage cherche oiseau (ru) (Kletka ishet ptitsu) | Malika Moussaeva                  | Russie                               |                             |
| Mon pire ennemi                                | Mehran Tamadon                    | France Suisse                        | (Film documentaire)         |
| White Plastic Sky (Müanyag égbolt)             | Tibor Bánóczki, Sarolta Szabó     | Hongrie Slovaquie                    |                             |
| In water                                       | Hong Sang-soo                     | Corée du Sud                         |                             |
| Family Time (Mummola)                          | Tia Kouvo                         | Finlande Suède                       |                             |
| The Walls of Bergamo                           | Stefano Savona                    | Italie                               | (Film documentaire)         |
| Orlando, ma biographie politique               | Paul B. Preciado                  | France                               |                             |
| Samsara                                        | Lois Patiño                       | Espagne                              |                             |
| Eastern Front (Shidniy front)                  | Vitali Manski et Yevhen Titarenko | Lettonie Tchéquie Ukraine États-Unis | (Film documentaire)         |
| Viver Mal                                      | João Canijo                       | Portugal                             |                             |
| Absence                                        | Wu Lang                           | Chine                                |                             |

#### Panorama
| Titre du film (titre de référence) | Réalisation          | Pays                                 | Acteurs et actrices / Notes                   |
| ---------------------------------- | -------------------- | ------------------------------------ | --------------------------------------------- |
| After                              | Anthony Lapia        | France                               |                                               |
| Toutes les couleurs du monde       | Babatunde Apalowo    | Nigeria                              |                                               |
| Les Lueurs d'Aden                  | Amr Gamal            | Yémen Soudan                         |                                               |
| La Bête dans la jungle             | Patric Chiha         | France Belgique Autriche             | Anaïs Demoustier, Tom Mercier, Béatrice Dalle |
| El castillo                        | Martín Benchimol     | Argentine                            |                                               |
| Drifter                            | Hannes Hirsch        | Allemagne                            |                                               |
| Femme                              | Sam H. Freeman       | Royaume-Uni                          |                                               |
| Ambush                             | Chhatrapal Ninawe    | Inde                                 |                                               |
| Green Night                        | Han Shuai            | Hong Kong Chine                      |                                               |
| Hello Dankness                     | Soda Jerk            | Mexique                              |                                               |
| Heroico                            | David Zonana         | Suède                                |                                               |
| À l'intérieur (Inside)             | Vasilis Katsoupis    | Grèce                                |                                               |
| La Salle des profs                 | İlker Çatak          | Allemagne                            |                                               |
| Matria                             | Álvaro Gago          | Espagne                              |                                               |
| Opponent (Motståndaren)            | Milad Alami          | Suède                                |                                               |
| Passages                           | Ira Sachs            | France                               |                                               |
| Perpetrator                        | Jennifer Reeder      | Royaume-Uni                          |                                               |
| Property (Propriedade)             | Daniel Bandeira      | Brésil                               |                                               |
| Reality                            | Tina Satter          | États-Unis                           |                                               |
| Sages-femmes                       | Léa Fehner           | France                               |                                               |
| Silver Haze                        | Sacha Polak          | Pays-Bas                             |                                               |
| Sira                               | Apolline Traoré      | Burkina Faso                         |                                               |
| La Sirène                          | Sepideh Farsi        | France Allemagne Luxembourg Belgique |                                               |
| Sisi & I                           | Frauke Finsterwalder | Allemagne Suisse Autriche            | Susanne Wolff, Sandra Hüller                  |
| The Quiet Migration (Stille Liv)   | Malene Choi          | Danemark                             |                                               |
| Do You Love Me? (Ty mene lubysh?)  | Tonia Noyabrova      | Ukraine                              |                                               |
| Transfariana                       | Joris Lachaise       | France                               |                                               |

#### Perspective du cinéma allemand (Perspektive Deutsches Kino)
| Titre du film (titre de référence)                     | Réalisation                                       | Pays                 | Acteurs et actrices / Notes |
| ------------------------------------------------------ | ------------------------------------------------- | -------------------- | --------------------------- |
| Ararat                                                 | Engin Kundag                                      | Allemagne            |                             |
| Ash Wednesday                                          | Bárbara Santos et João Pedro Prado                | Allemagne            |                             |
| Dora ou Les Névroses sexuelles de nos parents          | Stina Werenfels                                   | Allemagne            |                             |
| Un hologramme pour le roi                              | Tom Tykwer                                        | Allemagne États-Unis |                             |
| Elaha                                                  | Milena Aboyan                                     | Allemagne            |                             |
| On Mothers and Daughters (Geranien)                    | Tanja Egen                                        | Allemagne            |                             |
| Jacob le menteur (Jakob der Lügner)                    | Frank Beyer                                       | Allemagne            |                             |
| Kash Kash                                              | Lea Najjar                                        | Allemagne            |                             |
| Bones and Names (Knochen und Namen)                    | Fabian Stumm                                      | Allemagne            |                             |
| Long Long Kiss (Langer Langer Kuss)                    | Lukas Röder                                       | Allemagne            |                             |
| Nomades du nucléaire                                   | Kilian Armando Friedrich et Tizian Stromp Zargari | Allemagne            |                             |
| Requiem                                                | Hans-Christian Schmid                             | Allemagne            |                             |
| The Kidnapping of the Bride (El secuestro de la novia) | Sophia Mocorrea                                   | Allemagne            |                             |
| Seven Winters in Tehran (Sieben Winter in Teheran)     | Steffi Niederzoll                                 | Allemagne            |                             |
| Téhéran Tabou                                          | Ali Soozandeh                                     | Allemagne Autriche   |                             |

#### Forum
| Titre du film (titre de référence)                   | Réalisation                   | Pays               | Acteurs et actrices / Notes |
| ---------------------------------------------------- | ----------------------------- | ------------------ | --------------------------- |
| Allensworth                                          | James Benning                 | États-Unis         |                             |
| Anqa                                                 | Helin Çelik                   | Autriche Espagne   |                             |
| About Thirty (Arturo a los treinta)                  | Martin Shanly                 | Argentine          |                             |
| Being in a Place – A Portrait of Margaret Tait       | Luke Fowler                   | Royaume-Uni        |                             |
| The Bride                                            | Myriam U. Birara              | Rwanda             |                             |
| Cidade Rabat                                         | Susana Nobre                  | Portugal           |                             |
| Concrete Valley                                      | Antoine Bourges               | Canada             |                             |
| Dearest Fiona                                        | Fiona Tan                     | Pays-Bas           |                             |
| Cidade Rabat                                         | Susana Nobre                  | Portugal           |                             |
| De Facto                                             | Selma Doborac                 | Autriche Allemagne |                             |
| The Intrusion (O estranho)                           | Flora Dias et Juruna Mallon   | Brésil             |                             |
| Le Gang des bois du temple                           | Rabah Ameur-Zaïmeche          | France             |                             |
| Leaving and Staying (Gehen und Bleiben)              | Volker Koepp                  | Allemagne          |                             |
| Horse Opera                                          | Moyra Davey                   | États-Unis         |                             |
| Between Revolutions (Între revoluții)                | Vlad Petri                    | Roumanie           |                             |
| There Is a Stone (Ishi ga aru)                       | Tatsunari Ota                 | Japon              |                             |
| Where God Is Not (Jaii keh khoda nist)               | Mehran Tamadon                | France Suisse      |                             |
| The Trial (El juicio)                                | Ulises de la Orden            | Argentine          |                             |
| Calls from Moscow (Llamadas desde Moscú)             | Luís Alejandro Yero           | Cuba               |                             |
| Mammalia                                             | Sebastian Mihăilescu          | Roumanie           |                             |
| Notre corps                                          | Claire Simon                  | France             |                             |
| Or de vie                                            | Boubacar Sangaré              | Burkina Faso Bénin |                             |
| Notes from Eremocene (Poznámky z Eremocénu)          | Viera Čákanyová               | Slovaquie Tchéquie |                             |
| The Face of the Jellyfish (El rostro de la medusa)   | Melisa Liebenthal             | Argentine          |                             |
| Remembering Every Night (Subete no Yoru wo Omoidasu) | Yui Kiyohara                  | Japon              |                             |
| This Is the End                                      | Vincent Dieutre               | France             |                             |
| Forms of Forgetting (Unutma Biçimleri)               | Burak Çevik                   | Turquie            |                             |
| Regardless of Us (Uriwa sanggwaneopsi)               | Yoo Heong-jun                 | Corée du Sud       |                             |
| In Ukraine (W Ukrainie)                              | Tomasz Wolski et Piotr Pawlus | Pologne            |                             |

#### Berlinale Classics
| Titre du film (titre de référence)                       | Réalisation                        | Pays           | Acteurs et actrices / Notes |
| -------------------------------------------------------- | ---------------------------------- | -------------- | --------------------------- |
| Devine qui vient dîner... (Guess Who's Coming to Dinner) | Stanley Kramer                     | États-Unis     |                             |
| Mapantsula                                               | Oliver Schmitz                     | Afrique du Sud |                             |
| Le Festin nu (Naked Lunch)                               | David Cronenberg                   | Canada         |                             |
| Romeo und Julia auf dem Dorfe                            | Hans Trommer et Valérian Schmidely | Suisse         |                             |
| Sogni d'oro                                              | Nanni Moretti                      | Italie         |                             |
| Szürkület                                                | Fehér György                       | Hongrie        |                             |
| L'Opinion publique (A Woman of Paris)                    | Charlie Chaplin                    | États-Unis     |                             |
| Night River (夜の河, Yoru no kawa)                       | Kōzaburō Yoshimura                 | Japon          |                             |

## Palmarès

### Compétition officielle
| Prix                                                     | Attribué à                                 | Pays          |
| -------------------------------------------------------- | ------------------------------------------ | ------------- |
| Ours d'or                                                | Sur l'Adamant de Nicolas Philibert         | France        |
| Grand prix du jury                                       | Le Ciel rouge de Christian Petzold         | Allemagne     |
| Prix du jury                                             | Bad Living de João Canijo                  | Portugal      |
| Ours d'argent de la meilleure réalisation                | Le Grand Chariot de Philippe Garrel        | France Suisse |
| Ours d'argent de la meilleure performance                | Sofía Otero dans 20.000 especies de abejas | Espagne       |
| Ours d'argent de la meilleure performance de second rôle | Thea Ehre dans Till the End of the Night   | Allemagne     |
| Ours d'argent du meilleur scénario                       | Angela Schanelec pour Music                | Allemagne     |
| Ours d'argent de la meilleure contribution artistique    | Hélène Louvart pour Disco Boy              | Italie        |

### Meilleur documentaire
- L'écho de Tatiana Huezo Sánchez
- Mention spéciale : Orlando, ma biographie politique de Paul B. Preciado

### Section Encouters
- Meilleur film : Here de Bas Devos
- Meilleur réalisateur : Tatiana Huezo pour The Echo (El eco)
- Prix spécial du jury : Orlando, ma biographie politique de Paul B. Preciado et Samsara de Lois Patiño

### Prix du public Panorama
- Meilleur film : Sira de Apolline Traoré
- Deuxième place : Les Lueurs d'Aden d'Amr Gamal
- Troisième place : Sages-femmes de Léa Fehner

### Teddy Award
- Meilleur film : All the Colours of the World Are Between Black and White de Babatunde Apalowo
- Meilleur documentaire : Orlando, ma biographie politique de Paul B. Preciado

### Prix spécial
| Prix                | Attribué à          | Pays       |
| ------------------- | ------------------- | ---------- |
| Ours d'or d'honneur | Steven Spielberg    | États-Unis |
| Berlinale Caméra    | Caroline Champetier | 🇨🇵 France  |